# Agrammatizmus
Az agrammatizmus beszédprodukciós zavar, mely során a beszélő nem tudja, vagy csak részlegesen, tévesen tudja aktiválni a grammatikai megformáláshoz szükséges stratégiákat. Az agy mentális lexikonában tárolt mentális nyelvtanhoz való hozzáférése erősen korlátozott.
Az agrammatizmus főleg gyermekeknél lép fel, mely lehet szerzett zavar tünete, vagy az anyanyelv-elsajátítás során keletkezett zavar tünete, illetve afázia tünete. A jelenség a Broca-terület sérülésekor következik be, így a szükséges szerkezeteket nem képes előhívni. Beszédhibás gyermekek beszédéhez is csatlakozhat az agrammatizmus, például megkésett beszédfejlődés, értelmi fogyatékosság vagy specifikus nyelvi zavar esetében.
Vizsgálatok kimutatták, hogy kétnyelvű gyermekek esetében az agrammatizmus mind a két nyelvet érinti. Az agglutináló magyar nyelv gazdag morfémarendszerrel rendelkezik, így a toldalékolást, a paradigmatikus szerkezetek előhívását és a szintaktikai szabályokat is érintheti a zavar. Angol nyelvű agrammatikus gyermekeknél megfigyelték, hogy kevesebb transzformációra képesek, mint az ép fejlődésű gyermekek, így inkább egyszerűbb szerkezetű nyilatkozásokat használnak.